# Diaea tristania
Diaea tristania är en spindelart som först beskrevs av William Joseph Rainbow 1900.  Diaea tristania ingår i släktet Diaea och familjen krabbspindlar.
Artens utbredningsområde är New South Wales. Inga underarter finns listade i Catalogue of Life.